# Mancor del Valle
Mancor del Valle (en catalán y oficialmente Mancor de la Vall) es una localidad y municipio español de la comunidad autónoma de Islas Baleares. Ubicado en la sierra de Tramontana de la isla de Mallorca. Limita con Selva, Inca, Lloseta, Alaró y Escorca.
Su núcleo principal de población se encuentra en un pequeño valle rodeado de montañas. Conecta por carretera con Inca, Biniamar y Caimari.

## Historia

### Prehistoria
El actual término de Mancor de la Vall guarda restos de su pasado prehistórico como son los talayots del Clot dels Diners y Conia, el fortificado de Son Boscà defendido por una muralla y la cueva de Montaura donde enterraban a sus muertos y adoraban a un ídolo, que era un toro.

### Periodo musulmán
De la época islámica proviene el nombre de Mancor. Proviene de la palabra benacor, que en árabe significa: edificio alto de la colina, refiriéndose a Santa Lucía. Otra procedencia podría ser del clan bereber de los Manquir. Un grupo de miembros de este clan hubieran emigrado a Mallorca entre los siglos VII y XI estableciéndose en la zona de donde ahora está Mancor. Si bien la presencia musulmana es presente en la lengua, como en algunos topónimos como Biniatzent, Biniarroi, apellidos como Binimelis, palabras relacionadas con la agricultura como sínia o safareig.

### A partir de la conquista
Hasta 1229, cuando el rey Jaime I de Aragón conquistó la isla, el actual término de Mancor del Valle estaba formado por cuatro alquerías: Mancor, Benorio, Maizarella y Benizar, que ahora son conocidas como Mancor, Biniarroi, Massanella y Biniatzent. Jaime I entregó a Rotlà Lai, Mancor y al Paborde de Tarragona: Biniarroi, Biniatzent y Massanella. Pero, el 5 de agosto de 1232 Rotlà Lai repartió las tierras de Mancor para que las cultivaran a doce repobladores.
El año 1300, el rey Jaime II de Mallorca fundó las villas foráneas y Mancor quedó incluida en el término de Selva. Desde 1341 está documentada la capilla de Santa Lucía, construida entre Mancor y Biniarroi para dar servicio a sus habitantes que tenían que ir a la iglesia de San Lorenzo de Selva para cumplir sus deudas religiosos. En 1348 murieron muchos habitantes a causa de la peste negra. Por no tener que subir a Santa Lucía para asistir a misa, en 1572, los mancorines comenzaron una iglesia dentro Mancor, que bendijeron en 1606, dedicada a San Juan Bautista. Después hicieron un cementerio a su lado. 
En aquellos tiempos, los trabajos agrícolas eran la base económica de Mancor, los pequeños propietarios, que eran la mayoría en Mancor, cuidaban directamente sus fincas. Los que tenían más tierras se valían de esclavos o mensajeros alquilados. También el aprovechamiento del bosque complementado con la ganadera eran parte de la economía. Los que querían ganarse la vida fuera del trabajo de campo solían ir a aprender oficios manuales en Inca. La recogida de nieve era importante para algunos habitantes del término. El arte de adiestrar halcones y otras aves de presa pera a la caza, conocido como cetrería, disfrutó de un gran prestigio. 
Gran parte del siglo XVII estuvo marcado por la violencia de los bandidos de los bandos de los Canemunts y Canavalls. Mancor, Selva y Biniamar marcó el triángulo más violento de Mallorca. Para cuidar de la iglesia y otros asuntos públicos había un Consejo fundado en 1612. Día 24 de septiembre de 1719 dos bandidos mataron dentro de la finca llamada Es Colomer al alcalde real, Juan Amengual, alias Tafona. Otro hecho destacado del siglo XVIII fue el gran corrimiento de tierras de Biniarroi del 1721 que devastó una gran cantidad de cuarteradas de tierra.

### ElsigloXIX
El siglo XIX representó para Mancor, siguiendo la tendencia de Mallorca y de España, una importante mejora del nivel de vida que se reflejó en la demografía y en la vivienda. 
El cultivo del olivar era la actividad más productiva del campo mancorín, junto con el aprovechamiento del bosque. Tanto era así que en años de cosecha de aceitunas durante la temporada de recogerlas, no sólo había trabajo para los hombres y mujeres de Mancor sino que debían venir recolectores de los pueblos del Llano atraídas por unos jornales aceptables y por la costumbre de recibir también una cantidad de aceite al final de la temporada. Además, la mayor parte del trigo era molido para transformarlo en harina en molinos con tracción animal, llamados molinos de sangre. Se encontraban en las principales casas del pueblo y en casi todas las posesiones.
Fue en este siglo cuando se inició la actividad de la explotación de carbón de piedra. Por otro lado, en 1800 se comenzó a construir la iglesia nueva de Mancor, que no fue bendecida hasta 1843, aunque no estaba terminada. En 1821 se construyó el cementerio rural, que era un cerrado de aspecto muy pobre. En 1839 se hicieron los lavaderos y los bebederos de la fuente pública.

### ElsigloXX
Los hechos más notables del siglo XX fueron la instalación de electricidad en 1905, la creación de la parroquia de San Juan Bautista, la segregación del municipio de Selva el 2 de abril de 1925 y la constitución del primer ayuntamiento de Mancor del Valle después de 625 años de dependencia de Selva, la guerra civil española, la importancia de la industria del calzado entre los años 1965 y 1985, el abandono de la confección de carbón vegetal, así como la agricultura fue perdiendo importancia y la irrupción de las nuevas tecnologías, y, sobre todo, la elevación importante del nivel de vida.

## Geografía
El municipio de Mancor se encuentra dentro de la comarca del Raiguer y se levanta 215 metros sobre el nivel el mar. Limita con los términos de Selva, Lloseta, Alaró y Escorca.
Aunque Mancor se despliega hacia el Llano, la sierra de Tramontana le otorga el carácter montañoso. Al norte del término se reúnen las alturas máximas que se alcanzan en el Puig de Sa Fita (895 m), el monte del Suro (644 m) y el Puig de sa Creu (610 m). Mancor es surcado por los torrentes de Massanella y de Biniarroi, que confluyen antes de llegar al pueblo para desembocar en el torrente San Miguel en Campanet.

### Flora y fauna
El encinar y el matorral cubren buena parte del suelo, aunque en algunos lugares han sido sustituidos por cultivos de olivo y algarrobos. Dentro del olivar crecen plantas adaptadas y resistentes a vivir a lugares pastoreados, como la lletrera, el gamón, la rapa. En los lugares más húmedos, el mirto. Los frutos rojizos del albar y el olivo, constituyen una suculenta comida para los pájaros. 
El bosque de Massanella es de encinas, aprovechado tradicionalmente por el hombre, que ha dejado la huella. El encinar es un buen recelo del aladierno, el aladierno de hoja ancha y enebro. Los helechos crecen en los rincones más sombríos. Las paredes de los acantilados se cubren de plantas menos comunes como la mata vera. Los pájaros también hacen del bosque su madriguera.
Es fácil escucha allí el carbonero y que viven todo el año, el zorzal y el petirrojo que llegan desde invierno desde lugares más fríos para encontrar comida y un clima más acogedor.

## Demografía
Mancor del Valle cuenta con una población de 1702 habitantes (INE 2024).
| Gráfica de evolución demográfica de Mancor del Valle entre 1930 y 2021 |
| |
| Población de derecho según los censos de población del INE. Población de hecho según los censos de población del INE.En estos censos se denominaba Mancor del Valle: 1930, 1940, 1950, 1960, 1970, 1981 y 1991. Entre el censo de 1930 y el anterior, aparece este municipio porque se segrega del municipio Selva. |

## Cultura

### Educación
Mancor cuenta con guardería infantil y el colegio público de educación primaria CP Montaura.

### Ferias y fiestas locales
- San Antonio: durante el mes de enero se celebran hogueras, torradas, bendiciones de San Antonio, carrozas y el descenso del cuervo Rasputín.
- Carnaval: a finales de febrero o principios de marzo. Se inicia el jueves lardero y termina el día anterior al Miércoles de Ceniza. Se hacen bailes de disfraces para grandes y pequeños, concursos de disfraces y el último día, martes, se ha recuperado la tradición de celebrar el Entierro de la Sardina y el mismo día la torrada de sardinas.
- Semana Santa: días de actos religiosos, el Descendimiento en Son Tomeu, la procesión del Encuentro del día de Pascua y el lunes pancaridad en Santa Lucía donde es típico hacer paellas, buñuelos, empanadas y cocarrois.
- Día del libro / San Jorge: 23 de abril en la plaza de la villa se pueden comprar libros. También hay alguien taller en la biblioteca o cuentacuentos
- Fiestas patronales: día 24 de junio, San Juan Bautista es el patrón del pueblo. Se celebran una serie de actos culturales y festivos. El pueblo disfruta de actividades para grandes y pequeños como verbenas, ball de bot, corridas, demonios, gigantes, cabezudos, cena popular, torneo de tenis , partidos de fútbol, etc.
- Fiesta de las Vírgenes: día 21 de octubre. Era costumbre hacer serenatas a las chicas solteras ante su casa. Ellas solían invitar a los músicos a comer buñuelos, típicos de este día. Actualmente no se hacen serenatas pero sí buñuelos.
- Feria de l'esclata-sang y la montaña: a finales del mes de noviembre. Durante tres días en Mancor se pueden visitar exposiciones, participar de los bailes populares que se organizan en las plazas del pueblo, la Noche de Fuego, encuentro de gigantes, xeremiers, muestra de productos artesanos y también todo tipo de platos elaborados con setas.
- Tiempo de matanzas: bien temprano se mata el cerdo del que se saca la sobrasada, el camaiot, las morcillas... Que se cuelgan en la percha para ser consumidos a lo largo del año. Es un día de fiesta y trabajo, aunque las matanzas particulares cada vez son menos frecuentes.

### Asociaciones
Actualmente el pueblo hay asociaciones o entidades ciudadanas (sociales, culturales y deportivas) que son el motor dinamizador de la sociedad mancorina. Estas son las entidades más recientes, algunas ya no existen pero están incluidas por su relevancia en su momento:
- Club deportivo Montaura: En 1945 un grupo de aficionados mancorinesquisieron organizar un club para dar ocasión a los jóvenes a poder practicar el fútbol. Llegaron a tercera división nacional, siendo Mancor el pueblo más pequeño de todo el estado español que tenía un equipo de fútbol en categoría nacional.
- Sociedad de cazadores: En 1947 un grupo de aficionados a la caza decidieron fundar una sociedad para defender sus derechos. En principio tuvo una notable actividad con tiradas al plato, dar compensaciones por captura de animales perniciosos a la caza, tramitación de licencias y permiso de animales.
- Asociación de amigos de la tercera edad: A partir del año 1980, para fomentar la vida social y cultural de las personas mayores, el ayuntamiento presidido por Gabriel Pocoví organizó una serie de actos como excursiones, conferencias y cursillos. No disponía de local pero en el año 1985 pudieron disponer de sus propios espacios.
- Club de recreo: En 1983 un grupo de jóvenes comenzaron a realizar actividades de manera improvisada haciendo pasar las tardes de los sábados a los niños y niñas de Mancor. Posteriormente dispusieron del local en el Casal de Cultura.
- Asociación Arrels de la Vall: Asociación organizadora de la Feria del Esclatasang y la montaña. Fomenta y da a conocer nuestra cultura.
- Xeremiers: En el año 2004 comenzaron a animar con sus graznidos de las gaitas y el repique de los tamboriles las fiestas.
- Caballets: representación de la conquista del rey Jaime I de las Alquerías de Mancor.
- Gigantes: Joan de profesión es carbonero y Llúcia bordadora.
- Escuela municipal de bailes mallorquines: Una vez a la semana se pueden aprender a bailar los bailes típicos mallorquines. Suelen hacer actuaciones por San Juan, por pascua, el día de la romería en Santa Lucía.
- Coro parroquial: Desde siempre ha habido gente aficionada a dar este servicio en la iglesia.
- Revista Montaura : el primer número fue en 1988. Es un grupo de personas encargadas de la elaboración de una revista temática informativa de las cosas más relevantes que suceden en Mancor.
- Asociación de la segunda edad : Amunt i Avall: grupos de personas con ganas de divertirse, viajar, hacer talleres...